# Dasyornis
Dasyornis  (borstelvogels) is een geslacht van zangvogels uit de familie Dasyornithidae. Het geslacht telt drie soorten. De naam is ontleend aan de vier of meer veertjes die als donkere "snorharen" aan de snavelbasis te zien zijn van dichtbij. Het zijn alle drie soorten met een relatief lange, afgeronde staart en ronde vleugels die verborgen leven in dicht struikgewas en zelden over lange afstanden vliegen.

## Soorten
- Dasyornis brachypterus – Bruine borstelvogel
- Dasyornis broadbenti – Rosse borstelvogel
- Dasyornis longirostris – Zwartkapborstelvogel